# Estación de Villarreal de San Antonio
La Estación Ferroviaria de Villarreal de San Antonio (en portugués: Estação Ferroviária de Vila Real de Santo António), igualmente conocida como Estación de Villarreal de San Antonio, es una estación de la Línea del Algarve, que sirve a la localidad de Villarreal de San Antonio, en el distrito de Faro, en Portugal.

## Características

### Características y servicios
En enero de 2011, esta estación contaba con tres vías de circulación, dos con 437 metros de longitud, y la tercera, con 407 metros; solo las primeras dos líneas estaban unidas a plataformas, ambas con 133 metros de extensión, teniendo la primera 35 centímetros de altura, y la segunda, 40 centímetros.

### Localización y accesos
Esta plataforma posee acceso por la Avenida de la Estación Ferroviaria, en la localidad de Villarreal de San Antonio.

## Historia

### Inauguración

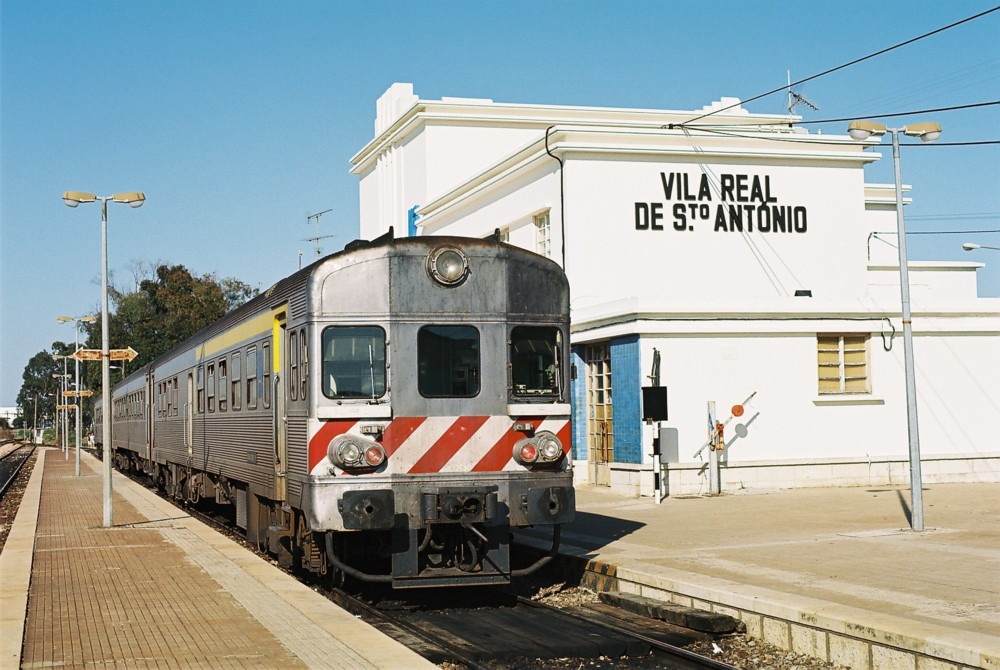
Automotor 0609, en la Estación de Villarreal de San Antonio, en 2005.

La estación fue inaugurada, como terminal de la Línea del Sur, el 14 de abril de 1906.

### Movimiento de mercancías
Hasta mediados del siglo XX, además del servicio de pasajeros, la estación también sirvió como plataforma para el embarque de ganado, especialmente del tipo bovino, aceite, adobes, carbón y varios metales, con destino al resto del Algarve, predominantemente Faro y Olhão, y a Vendas Novas. Recibió, principalmente, hojalata, venida de Lisboa, y vinos y frutos secos, originarios del resto del Algarve, de Barreiro y de Vendas Novas.
Tras el final de la Segunda Guerra Mundial, la estación se convirtió en un importante centro de distribución de cereales y harinas originarios de Mértola y Alcoutín, lo que impulsó la instalación de un almacén en Villarreal de San Antonio; dejó de recibir hojalata, pero pasaron a llegar maderas y leñas en gran cantidad, corteza y alimentos, originarios de Vendas Novas, Lisboa, Barreiro, Santa Clara-Sabóia, Pereiras-Gare, São Marcos da Serra, Setúbal y Alvalade. No obstante, la crisis económica y la falta de infraestructuras adecuadas, entre otras causas, provocó una regresión en el movimiento de mercancías en esta estación, habiendo perdido parte de su importancia como intercambiador, en favor de las Estaciones de Olhão y Faro.